# Сінгапурський слінг

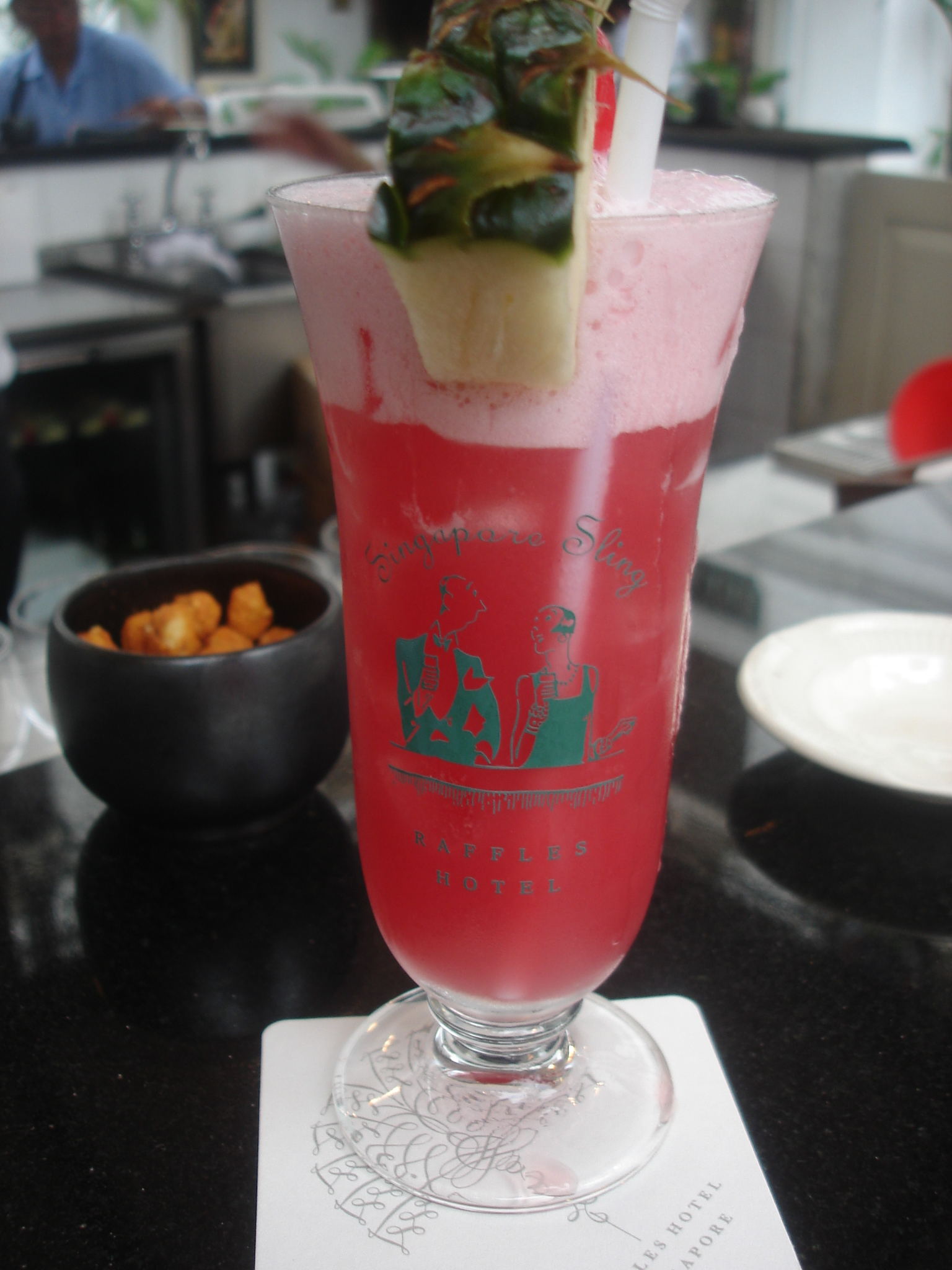
Сінгапурський слінг

Сінгапурський слінг (англ. Singapore Sling) — алкогольний коктейль, батьківщиною якого є Лонг бар готелю Раффлз в Сінгапурі. Класифікується як лонґ дрінк (англ. long drink). Належить до офіційних напоїв Міжнародної асоціації барменів, категорія «Сучасна класика» (англ. Contemporary classics).
Коктейль вважається найоригінальнішим місцевим напоєм, історичною реліквією і національним надбанням. Історія створення обросла легендами і здогадками. Відомо тільки, що дата створення припадає на початок XX століття.

## Історія
Згідно історії, коктейль був створений барменом на ім'я Нгіам Тонг Бун (Ngiam Tong Boon), який працював в готелі «Раффлз» (Raffles Hotel). Нібито напій був придуманий ним спеціально для молодого офіцера, який вирішив пригостити чимось привабливу дівчину.

## Склад
Вважається, що оригінал був загублений в 1930-х роках, тому в даний час існує декілька варіантів його приготування. Напій, який зараз роблять в Лонг барі готелю «Раффлз», був відтворений на основі спогадів колишніх барменів і складається з джина, вишневого бренді, ананасового соку, соку лайма, гренадину, лікерів Бенедиктин і Куантро, але вважати його наближеним до оригіналу не варто, оскільки з трав'яним лікером Бенедиктин, ще до створення Сінгапурського слінгу, існував схожий коктейль «слінг Сінгапурської протоки».